# Maniac cop
Maniac cop és una pel·lícula slasher estatunidenca de 1988 dirigida per William Lustig, escrita per Larry Cohen i protagonitzada per Tom Atkins, Bruce Campbell, Laurene Landon, Richard Roundtree, William Smith, Robert Z'Dar i Sheree North. Z'Dar interpreta el personatge principal, un exoficial de policia assassí retornat d'entre els morts a la recerca de venjança. La pel·lícula va tenir dues seqüeles, Maniac cop 2 (1990) i Maniac cop III: Badge of silence (1993).

## Argument
A la ciutat de Nova York, una cambrera que tornava a casa és agredida per dos atracadors i demana ajuda a un agent de policia que li trenca el coll. Durant les dues nits següents, aquest policia maníac comet més assassinats, cosa que fa que el tinent McCrae decideixi revelar a un periodista que l'assassí porta un uniforme policial, en un intent de protegir la població civil. Això provoca pànic entre la ciutadania i fa que patrulles innocents siguin atacades o evitades als carrers per persones que temen que siguin el policia maníac.